# Agrius abadonna
Agrius abadonna är en fjärilsart som beskrevs av Fabricius 1798. Agrius abadonna ingår i släktet Agrius och familjen svärmare. Inga underarter finns listade i Catalogue of Life.